# Condenado para el millón
«Condenado para el millón» es una canción del cantante y rapero argentino Paulo Londra, lanzada el 4 de diciembre de 2017 a través del sello Big Ligas como el primer sencillo de su álbum debut, Homerun (2019) y fue su primer éxito comercial fuera de Argentina.
La pista, descripta como una canción de trap latino, constituyó la primera colaboración entre Londra y el productor colombiano Ovy on the Drums, lo que estableció las bases de una alianza musical de notable trascendencia en sus siguientes lanzamientos.

## Antecedentes y composición
Durante 2017, Londra lanzó de manera independiente varias canciones que obtuvieron una recepción comercial positiva en Argentina, lo que le permitió ser contactado, a través de un youtuber colombiano, por el productor musical Ovy on the Drums para iniciar una colaboración. En octubre de 2017, Londra viajó a Colombia, donde se reunió con el equipo de Big Ligas y compuso la canción «Condenado para el millón» en la residencia de Ovy on the Drums, lugar en el que se acondicionaron y aislaron acústicamente las paredes para realizar su grabación.

## Recepción crítica
Según La Voz del Interior, en la interpretación del tema, «Londra comienza a exhibir un flow más seguro y virtuoso», mientras que la base musical del sencillo presenta «un estilo que varía con facilidad en su tempo», lo que representa «una música más elaborada» en comparación con sus obras anteriores.

## Posicionamiento en listas
| Listas (2021)  | Mejor posición |
| -------------- | -------------- |
| Perú (UNIMPRO) | 463            |

## Certificaciones
| País      | Organismo certificador | Certificación | Ventas certificadas | Simbolización | Ref.  |
| --------- | ---------------------- | ------------- | ------------------- | ------------- | ----- |
| Argentina | CAPIF                  | Platino       | 20 000              | ▲             | [ 6 ] |

## Créditos y personal
Los siguientes créditos han sido adaptados de Genius:
- Paulo Londra – Composición y voz
- Daniel Echavarría Oviedo – Composición, ingeniería y producción musical
- Cristian Salazar – Composición
- Wain – Ingeniería

## Historial de lanzamiento
| Región | Fecha                  | Formato(s)                 | Discográfica | Ref.  |
| ------ | ---------------------- | -------------------------- | ------------ | ----- |
| Varios | 4 de diciembre de 2017 | Descarga digital streaming | Big Ligas    | [ 8 ] |